# Польський національний район імені Фелікса Дзержинського

Тодішній варіант герба Білоруської РСР з написом польською мовою Пролетарі всіх країн, єднайтесь!

Польський національний район імені Фелікса Дзержинського (вживається також неточна назва Польський національний округ імені Фелікса Дзержинського), розмовно Дзерджовщизна, біл. Польскі Аўтаномны Раён імя Дзяржынскага та (з російської) Полрайон (скорочено від Польський район) — автономна польська адміністративна одиниця, утворена в СРСР, у Мінській області Білоруської РСР у 1932 році.

## Генезис автономних польських адміністративних одиниць.
Після Жовтневого перевороту почав втілюватися у життя принцип коренізації, що полягав в наданні прав неросійським народам, які проживають в країні. Цей принцип лежав в основі створення багатьох автономних адміністративних одиниць, у тому числі й польських: Польського національного району імені Фелікса Дзержинського, а раніше (22 березня 1925 р.) також Польського національного району ім. Юліана Мархлевського. Другою причиною створення польських автономій було те, що радянська влада ніколи не відмовлялася від намірів взяти під свій контроль Польщу та створити там радянську республіку. Мархлевщина та Дзержовщизна мали стати зародками республіки, з якої революція буде експортована в Польщу.
Перші ідеї щодо створення автономії для поляків, які проживали в радянській Росії, з’явилися ще під час польсько-більшовицької війни, але вони стосувалися лише окремих сіл. Намір отримати автономію на більшій території, населеній поляками, було зроблено лише в 1925 році; невдовзі після цього на Волині в Українській РСР було створено Мархлевщину. Ще одна польська адміністративна одиниця - Польський національний найон ім. Фелікса Дзержинського було засновано 15 березня 1932 року в Мінській області Білоруської РСР, поблизу тодішнього польського кордону. Ініціаторами створення ще однієї польської автономної області були польські комуністи, які проживали в СРСР, в тому числі Фелікс Кон і колишній депутат Законодавчого Сейму - Томаш Домбал.
Столицею краю було місто Койданув (біл . Койданаў — «Койданаў», рос. Койданово — «Койданово» або Койданова — «Kojdanowa»), яке у зв'язку зі створенням автономії було перейменовано на Дзержинськ.

## Назва регіону
Польський національний найон ім. Фелікса Дзержинського названий на честь Фелікса Дзержинського (1877-1926) - польського і радянського революціонера, противника повної незалежності Польщі, яку він бачив як союзну республіку в СРСР, творця і організатора Всеросійської надзвичайної комісії для боротьби з контрреволюцією і саботажем (ЧК).

## Функціонування автономії
На території краю діяли польські школи, читальні, виходили польськомовні часописи та книжкові видання. Однією з офіційних мов у Краї була польська. Проте робилися спроби очистити граматику, а особливо орфографію, від «буржуазних наростів» шляхом запровадження принципу «Як скажеш, так і пишеться», тобто фонетичного запису, позбавленого, наприклад, відмінностей між rz/ż, ch/h czy ó/u. Згідно з пропагандою, це мало полегшити дітям селян і робітників вивчення польської мови. Населення зазнавало інтенсивної комуністичної пропаганди: польськомовні видання, а також преса були сильно пронизані більшовицькою ідеологією.
Але Дзержовщизна не набула такого значення як осередок польської культури на західних теренах СРСР, як Мархлевщина, куди влада навіть звозила з країни польську інтелігенцію та комуністичних емігрантів з інших територій Радянського Союзу.
У 1930-34 рр. в Дзержинську проводилася примусова колективізація сільського господарства і розкуркулення. Вони зустріли великий опір населення.
На Дзержовщизні точилася гостра офіційна боротьба між комуністичною владою та проявами релігійності. Ще до створення округу церкви і каплиці були позбавлені священних функцій, а священики були ув'язнені або вбиті. Незважаючи на атеїстичну пропаганду, також включену в шкільну програму, населення таємно сповідувало релігію.

## Ліквідація Дзержинського
Причини рішення про ліквідацію польських автономій не ясні. Можливо, тут вплинули політичні міркування, внутрішньопартійна боротьба, яка також була причиною сталінських чисток і масових репресій проти багатьох соціальних верств СРСР . Можливо, причиною цього був опір колективізації, який змусив тих, хто приймав рішення, зрозуміти, що спроба створити модель радянської маленької Польщі та пересадити її до власне Польщі провалилася. Можливо також, що вже тоді Сталін мав інші плани щодо майбутнього Польщі і не хотів мати на території СРСР окремі польські автономні утворення.
Першою була ліквідована Мархлевщина (1935 р.), а незабаром після неї, 31 липня 1937 р. – Дзержовщизна. Акція з ліквідації польських автономій була частиною більшої акції, яка полягала в ліквідації польських освітніх і культурних центрів і переселенні поляків з усієї території Білоруської РСР і УРСР до Сибіру і Казахстану.
У самому Дзержинську були закриті всі польські школи, читальні та інші культурні осередки.
Невдовзі після припинення автономії населення Дзержовщизни було репресовано. Як і в усьому СРСР, під час великого терору було розстріляно чи відправлено в табори багато людей, у тому числі комуністів, у тому числі польських, як діяли в польських автономіях, так і поза ними, наприклад Томаш Домбал - розстріляний у 1937 році.
За кілька років після розпаду автономії тисячі поляків були депортовані до Казахстану та Сибіру.

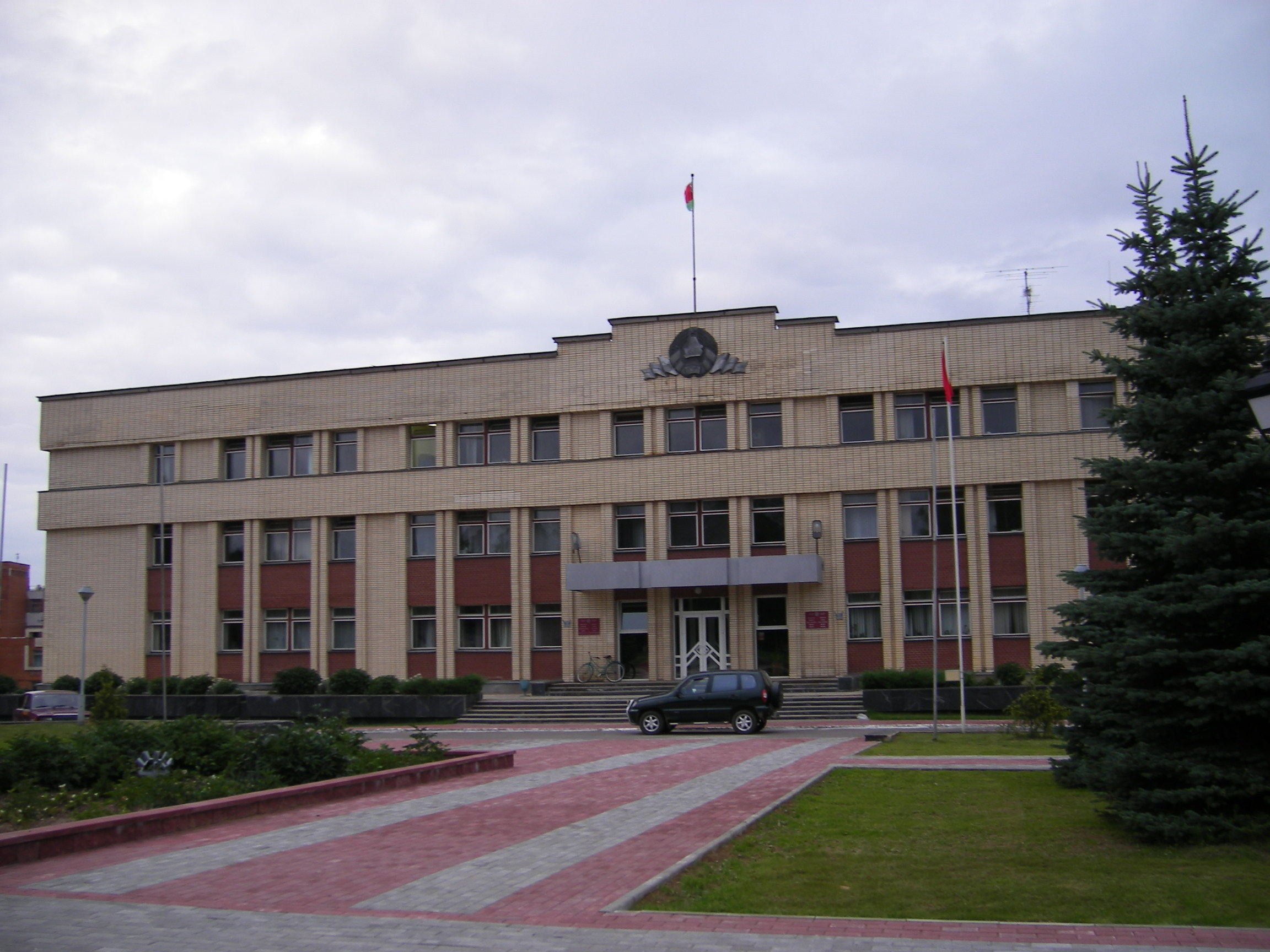
Дзержинськ - столиця області (сучасний вигляд)

Радянська влада намагалася ліквідувати залишки Дзержовщизни. До кінця існування СРСР ні в цій країні, ні в інших союзних державах народної демократії (зокрема в Польщі) не було видано жодних публікацій чи наукових досліджень про Дзержовщизну та Мархлевщину. Під час диктатури Йосипа Сталіна це було логічним наслідком рішення про ліквідацію автономії, тоді як після 1956 року мовчання щодо Дзержовщизни та Мархлевщини мало, ймовірно, уникнути множення незручних запитань і коментарів щодо заяви радянської влади про повагу для національних меншин, особливо тому, що це все одно скомпрометувало їх подібну політику, яка використовувалася в 1940-х роках ХХ століття перед, зокрема, калмикамии і кримськими татарами.

## Територія Дзержовщини сьогодні
Мешканці цих районів опинилися у складному економічному становищі внаслідок економічної кризи, спричиненої розпадом СРСР і наступною економічною політикою білоруської влади.

## Виноски
1. ↑  „U granic Rzeczypospolitej wyrastał tym samym niewielki rozmiarami, posiadający jednak dla propagandy bolszewików istotne znaczenie, Piemont – zalążek przyszłej Polskiej SRR, a zarazem dogodne poletko eksperymentów sowietyzacyjnych”. Jan Jacek Bruski, Między prometeizmem a Realpolitik. II Rzeczpospolita wobec Ukrainy Sowieckiej 1921-1926, Kraków 2010, Wyd. Uniwersytet Jagielloński, s. 203, ISBN 978-83-62261-13-0.
2. ↑  „Właśnie zaznaczona sowietyzacja Polaków była głównym celem i sednem dokonywanego przez bolszewików eksperymentu. Polski rejon narodowościowy, nazywany potocznie Marchlewszczyzną Radziecką, w tym eksperymencie zajmował, bez przesady, najważniejsze i zarazem szczególne miejsce. Główni realizatorzy tego pomysłu, komuniści polscy, największy wysiłek w kierunku sowietyzacji ludności polskiej kierowali właśnie w polskim rejonie, mając tutaj najwłaściwsze warunki i możliwości. Znajdowali się poza tym w odosobnieniu administracyjno-terytorialnym, prawie bez ograniczeń mogąc sprawować władzę, mając zapewnione ku temu środki materialne i kadrowe. Rejon znajdował się niedaleko granicy państwowej z Polską, więc w zamierzeniu władz miał sprawować ważną rolę propagandowo-polityczną w oddziaływaniu na mieszkających po drugiej stronie Polaków”. Henryk Stroński, Koniec eksperymentu. Rozwiązanie Marchlewszczyzny i deportacje ludności polskiej do Kazachstanu w latach 1935-1936 w świetle nowych dokumentów archiwalnych. Por. też Henryk Stroński, Nieudany eksperyment. Treść, formy i skutki sowietyzacji ludności polskiej na Ukrainie w latach dwudziestych i trzydziestych XX wieku, [w:] Polska droga do Kazachstanu. Materiały z międzynarodowej konferencji naukowej, Żytomierz 12–14 października 1996 roku, pod redakcją Tadeusza Kisielewskiego, Warszawa 1998, Wyd. Instytut Historii PAN, s. 7–23, ISBN 978-83-86301-71-3.
3. ↑  „W 2010 roku minie 85 lat od czasu powstania i 75 lat od likwidacji polskiego rejonu autonomicznego na Ukrainie – radzieckiej Marchlewszczyzny. Miał być zaczątkiem przyszłej, bolszewickiej Polski. Poligonem, na którym miano przetestować przekształcanie Polaków w „ludzi radzieckich”. Po dziesięciu latach okazało się, że eksperyment się nie powiódł”. Piotr Kościński, Rocznica radzieckiej Marchlewszczyzny, „Rzeczpospolita” 29 grudnia 2009 (dostępne 5.12.2012).
4. ↑  O wyłącznie propagandowym zadaniu utworzenia tych rejonów wspomina Nikołaj Iwanow na str.24 swojej książki: Powstanie Warszawskie widziane z Moskwy. Kraków: Znak. 2010.
5. ↑  Sergiusz Kazimierczuk, Polski Rejon Narodowy. Zalążek siedemnastej Republiki w: Pamięć.pl